# Vicente Ríos Enrique
Vicente Ríos Enrique (Burriana, Castellón, 1842 - Valencia, 9 de agosto de 1900) fue un maestro artesano fundidor español.

## Biografía
Vicente Ríos Enrique quedó huérfano a muy corta edad y su madre contrajo nuevas nupcias con el herrero Antonio Morales, que le forma en el mundo de la fundición.
Tras una corta estancia en Nules, Vicente llega a Valencia a la edad de cinco años, donde permanecerá hasta el final de sus días.
Con tan solo diez años se incorpora como aprendiz en la industria metalúrgica La Primitiva Valenciana. En 1875 inició una importante actividad artística en Valencia que le llevaría a acreditarse en el arte de fundir estatuas y bustos en bronce. Unos años más tarde, creó su propia fundición y un pequeño museo.
Al fallecer, en 1879 Valero Cases, propietario de la fundición La Primitiva Valenciana, Vicente Ríos la  regenta hasta 1885, finalmente dicha fundición es vendida en 1888 a Marco y Cía.
Participó en exposiciones y ferias obteniendo premios en la Exposición de Burdeos (1882), Exposición de Minería en Madrid (1883) y, principalmente, en la Exposición Regional de la Sociedad Económica de Amigos del País (1883), donde presentó un muestrario de bustos y objetos de arte, ampliamente elogiados.
Fue distinguido con la Credencial de Comendador de Isabel la Católica (1882) y la de Caballero de la Orden de Carlos III (1883). En 1884 le fue concedido el título de Fundidor de la Casa Real. En el aspecto de la fundición artística contribuyó a que ésta fuera conocida en España y fuera de nuestras fronteras.

## Obras

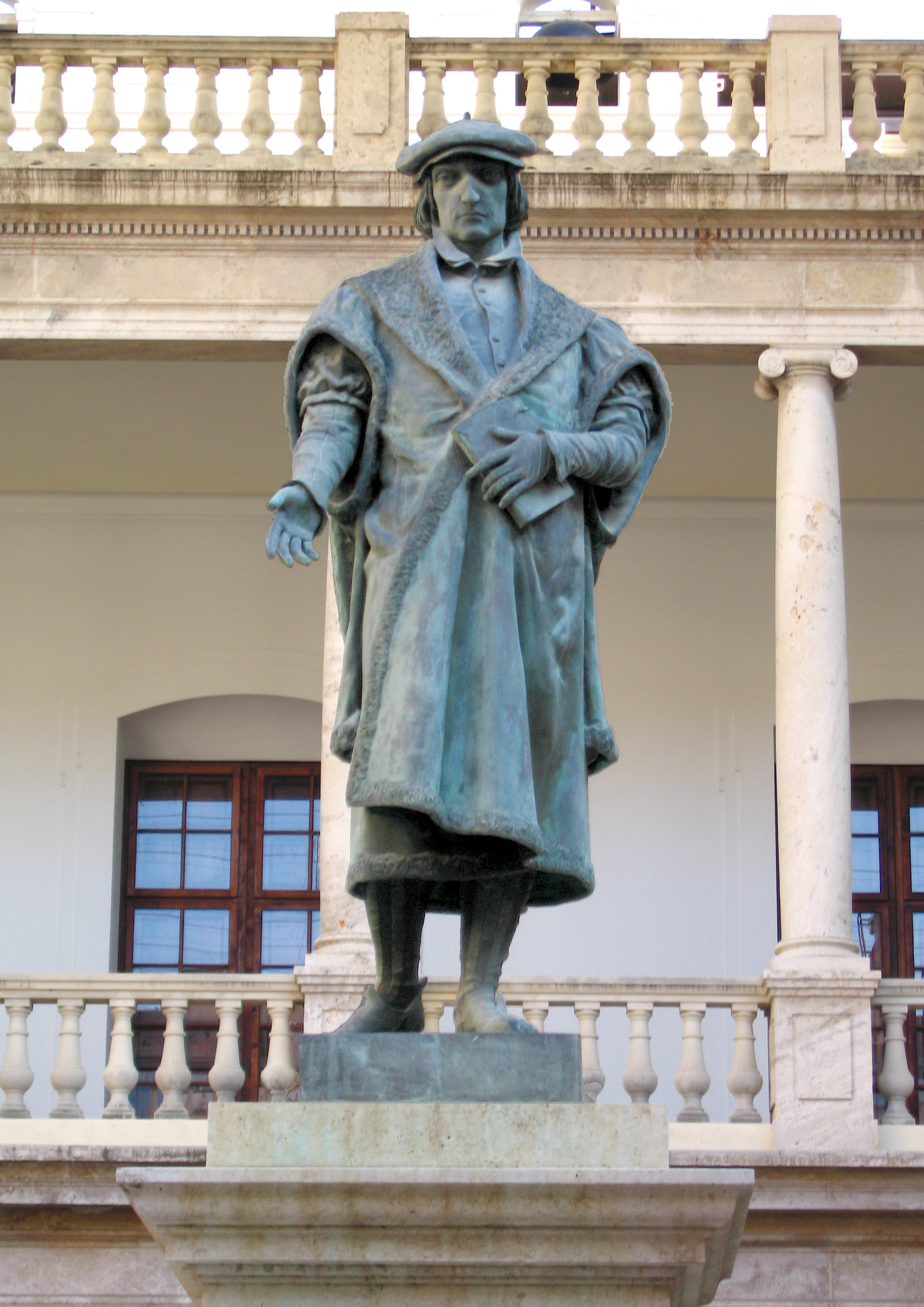
Luis Vives, obra de Aixa fundida en bronce por Vicente Ríos.

Entre sus trabajos más importantes destaca la fundición de la estatua de Luis Vives del edificio de la Universidad de Valencia, obra de José Aixa e Íñigo, muy singular por ser fundida de una sola pieza.
El busto de José Peris y Valero realizado por Luis Gilabert Ponce, que preside el mausoleo proyectado en 1877 por el arquitecto D. Antonio Martorell y Trilles, que se encuentra en el Cementerio General de Valencia, fue fundido por Ríos.
Entre los años 1875 y 1890 realizó la fundición de bustos de políticos como Cánovas del Castillo, Sagasta, Canalejas, Eugenio Barrejón o el conde de Toreno, entre otros, y de personajes de la alta esfera valenciana como Jaumandreu, el marqués de Caro, García Monfort, Teodoro Llorente, Pérez Pujol, Enrique Villarroya y muy especialmente los bustos reales de D. Alfonso XII y Dña. María Cristina de Habsburgo. 
También intervino en la Arquitectura industrial. Entre sus trabajos cabe destacar la capilla y claustro del Asilo del Marqués de Campo y el desaparecido Café de España. 

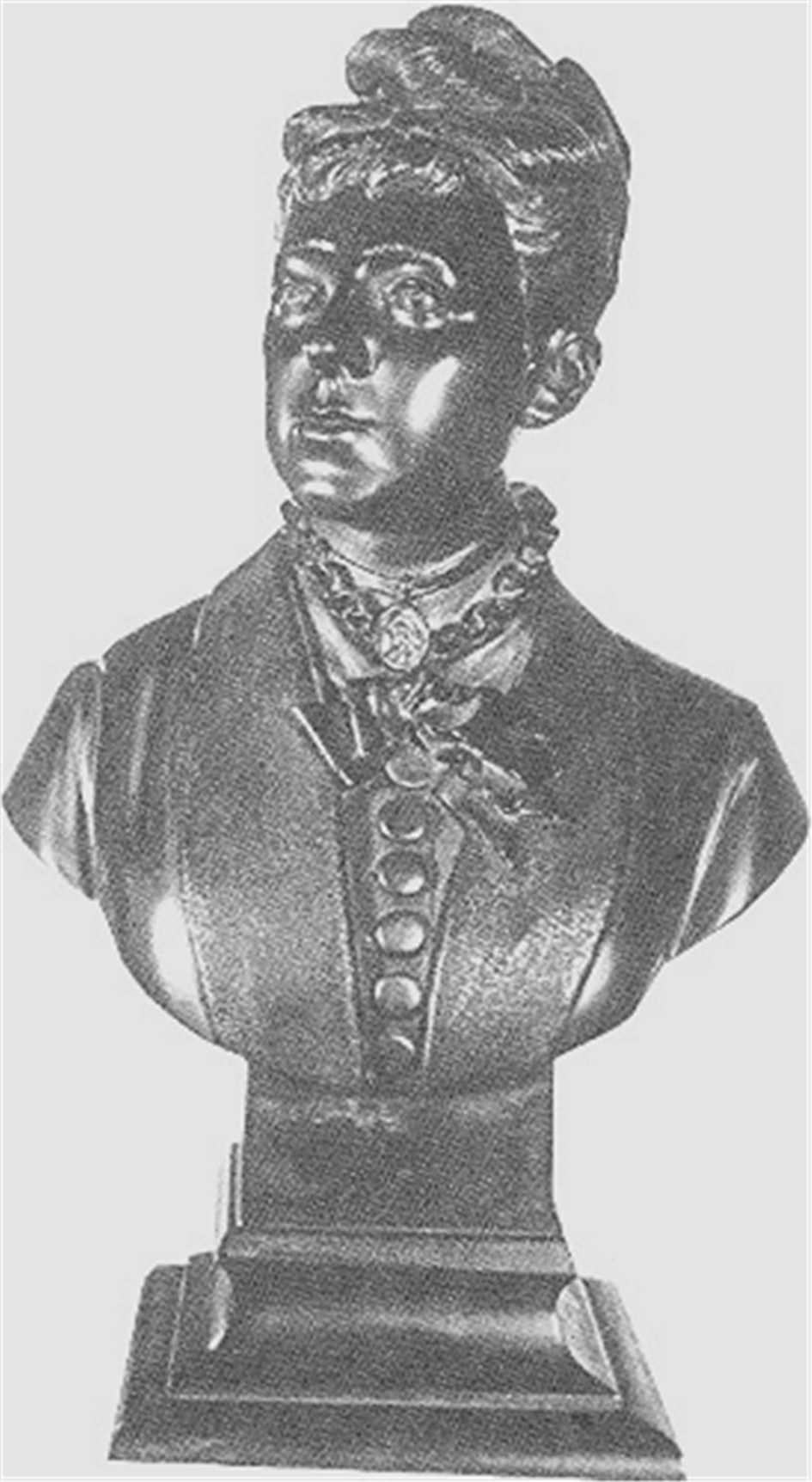
S.M. Mª Cristina de Habsburgo. Busto realizado por Luis Gilabert Ponce y fundido por Vicente Ríos
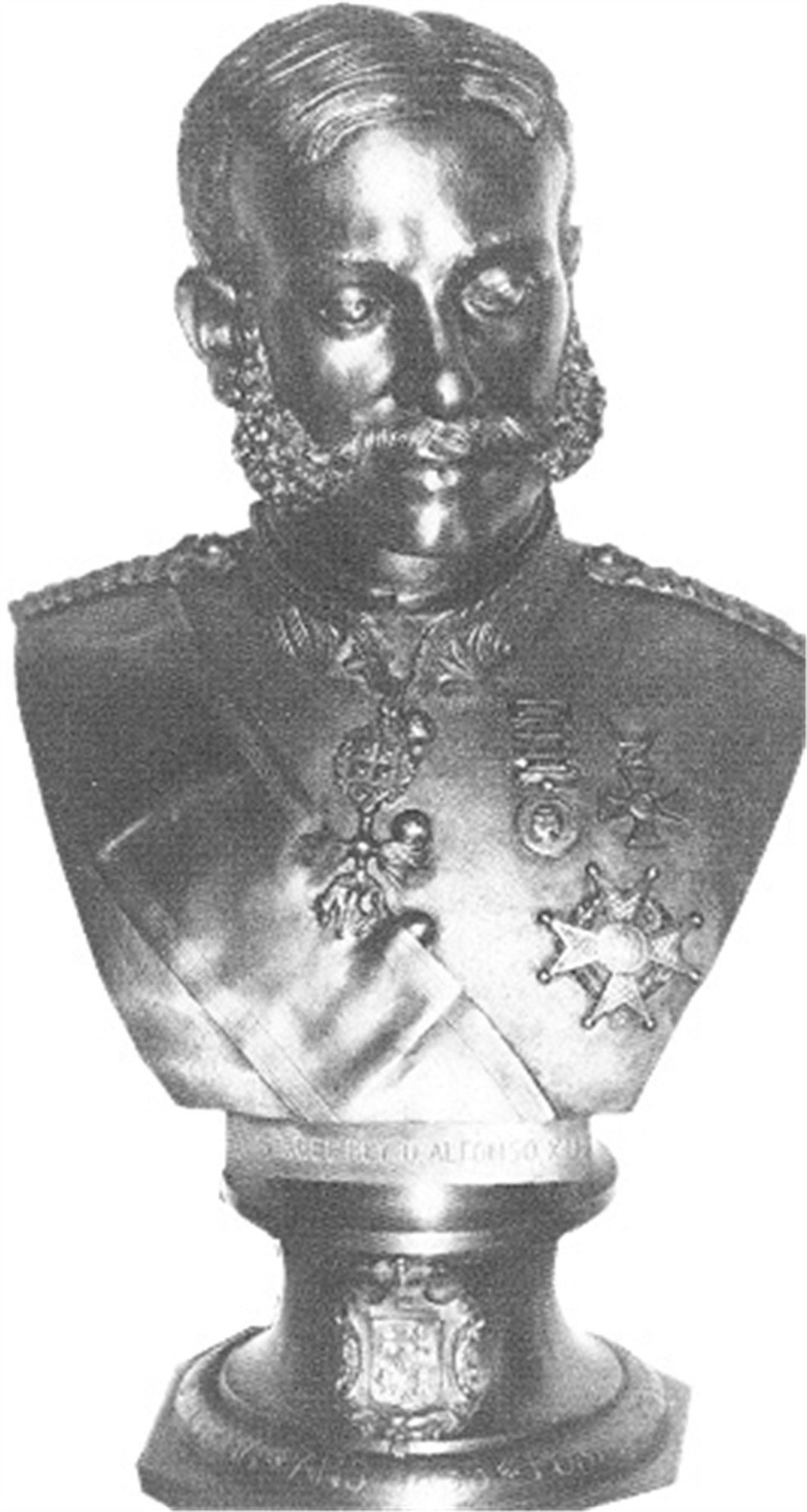
S.M. D. Alfonso XII. Bustor realizado por Luis Gilabert Ponce y fundido por Vicente Ríos
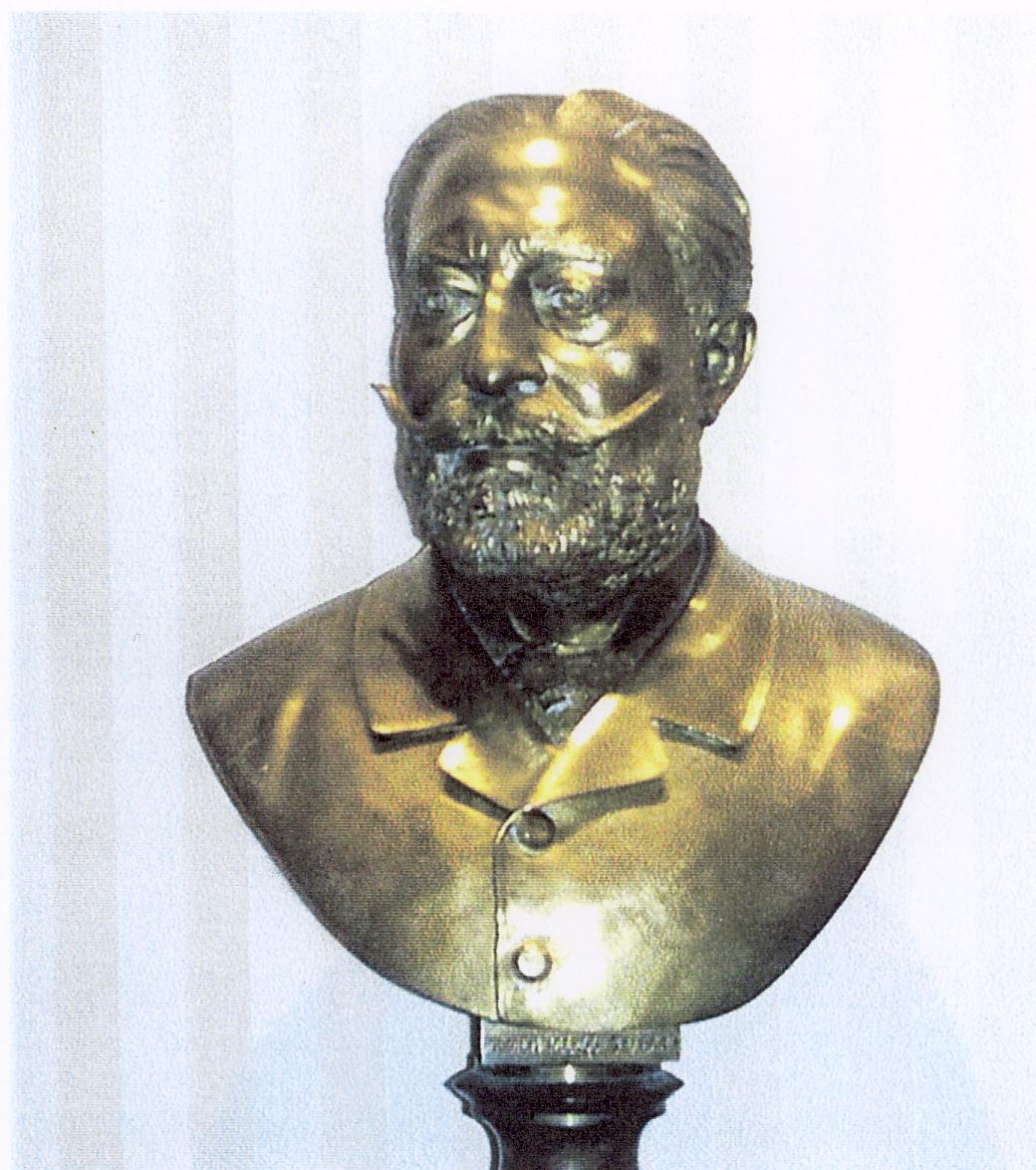
D. Nicolás García Caro Vergés y Agustí, primer Marqués de Caro. Busto realizado por Luis Gilabert Ponce y fundido por Vicente Ríos
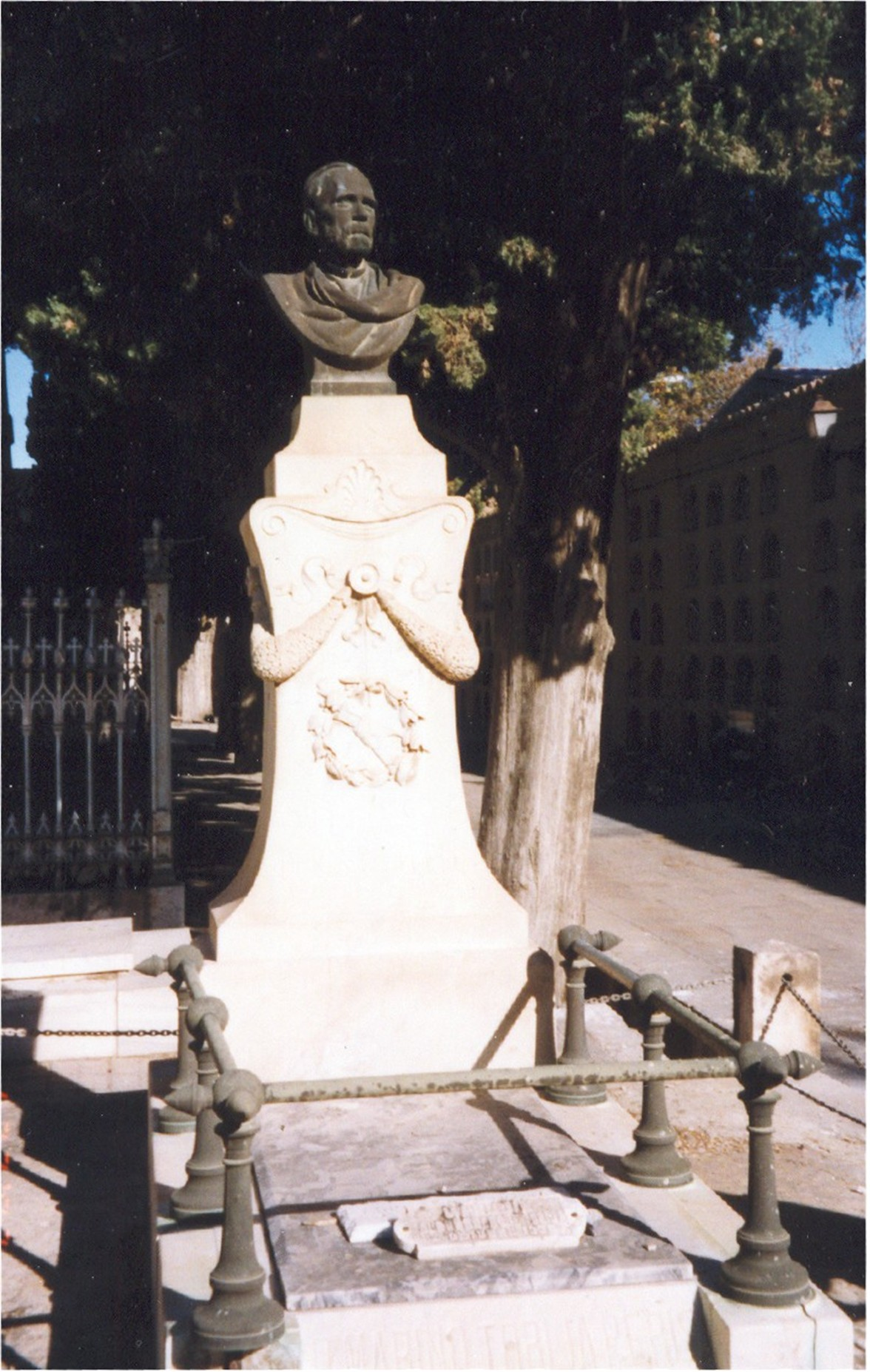
Panteón Peris y Valero (Valencia). Busto realizado por Luis Gilabert Ponce y fundido por Vicente Ríos